# 뒤통수뼈

두개골의 측면부
1. 이마뼈(Frontal bone)
2. 마루뼈(Parietal bone)
3. 코뼈(Nasal bone))
4. 벌집뼈(Ethmoid bone)
5. 눈물뼈(Lacrimal bone)
6. 나비뼈(Sphenoid bone)
7. 뒤통수뼈 (Occipital bone)
8. 관자뼈(Temporal bone)
9. 광대뼈(Zygomatic bone)
10. 위턱뼈(Maxilla)
11. 아래턱뼈(Mandible)

뒤통수뼈는 머리뼈를 구성하는 뼈의 하나이다. 후두골(後頭骨)이라고도 한다. 머리의 뒤쪽 아랫쪽을 감싸고 있는 뼈로, 머리뼈공간과 척주관을 잇는 구멍인 큰구멍을 중심으로 세 부분으로 나눌 수 있다. 비늘 부분은 큰구멍의 뒤쪽 위쪽을, 가쪽 부분은 큰구멍의 양 옆쪽을, 바닥 부분은 큰구멍의 앞쪽을 말한다.

## 관절
뒤통수뼈는 2개의 마루뼈, 2개의 관자뼈, 1개의 나비뼈, 1개의 고리뼈와 관절한다.

## 같이 보기
- 소뇌
- 네안데르탈인
- 후두엽